# Кац, Михаил Александрович
Михаил Александрович Кац (род. 1947) — советский белорусский американский шашист и шашечный тренер, заслуженный тренер СССР и Белоруссии, международный гроссмейстер.
Мастер спорта СССР. Чемпион БССР по шашкам-100 (1978, 1981), международный мастер (1992), международный гроссмейстер (1994). Заслуженный тренер БССР (1980), Заслуженный тренер СССР (1984).

## Биография
Окончил БГУ. Работал в Минске учителем математики в школе № 98 и вёл там же кружок по шашкам. Был пропагандистом шашек. Его ученики Елена Альтшуль, Зоя Садовская, Людмила Сохненко стали чемпионками мира по шашкам-100, а Ирина Пашкевич — одиннадцатикратной чемпионкой Беларуси.
Впоследствии возглавлял Белорусскую федерации шашек.
С 1994 г. живёт в США, организовал в Нью-Йорке шахматную школу.